# Gladiolus buckerveldii
Gladiolus buckerveldii är en irisväxtart som först beskrevs av Harriet Margaret Louisa Bolus, och fick sitt nu gällande namn av Peter Goldblatt. Gladiolus buckerveldii ingår i släktet sabelliljor, och familjen irisväxter. Inga underarter finns listade i Catalogue of Life.